# Гімназія Слободан Скерович
Гімназія Слободан Скерович  також відома як Подгорицька гімназія — середня школа (гімназія) в місті Подгориця, Чорногорія. Це найстаріша середня школа в місті. Цей тип школи порівнюють з підготовчими школами США або Англійської гімназії.

## Історія
Указом короля Чорногорії Миколи І в 1907 році в Подгориці була створена початкова державна гімназія. Старші класи були відкриті в 1914 та 1915 рр. Під час окупації Чорногорії силами Австро-Угорщина між 1916 та 1918 роками школа була закрита.
Після Першої світової війни гімназію було відкрито. «Велика гімназія Подгориці» була створена 12 лютого 1919 р. Після указу, підписаного Виконавчим комітетом Подгорицької міської асамблеї.
У 1960 році школу було перейменовано на гімназію «Слободан Скерович», щоб вшанувати свого колишнього учня та відомого чорногорського революціонера Слободана Скеровича. У період з 1978 по 1980 рік, відповідно до «Закону про середню професійну освіту», школа була перетворена з гімназії в школу природничих і гуманітарних наук «Слободан Скерович» в Титограді "", як частина складного закладу під назвою «Центр соціально-економічної освіти».
У 1980 році навчальний закдлад вийшов із Центру соціально-економічної освіти та почав працювати як незалежна школа професійно-технічної освіти. Школа повернула свою колишню назву в 1991 році, і з тих пір вона називається  'Громадська установа Гімназія "Слободан Шкерович'  '.

## Організація
З часу реформи освіти в Чорногорії 2006 року два відділення гімназії (філологічна та математична кафедра) були закриті, і школа була перетворена на «загальну гімназію». Через десять років кафедри були відкриті, але зараз зорієнтовані на талановитих студентів. Вражаюча будівля школи була побудована в 1930 році. У ній є сучасний спортивний зал, церемоніальний зал, бібліотека (з читальним залом та мультимедійною залом), книгарня.
Після закінчення середньої освіти в гімназії учні зобов'язані скласти зовнішній випускний іспит.

## Відомі випукники
Випускниками школи були: з випускників відомих шкіл включають:
- Міомір Мугоша, мер Подгориці у 2000 — 2014 роках.
- Боро Вучинич, колишній міністр оборони Чорногорії
- Зоран Джурович, художник